# 엘라 (가수)
엘라(본명: 김경주, 1998년 3월 26일 ~ )은 대한민국 가수이다. 과거 걸그룹 체리블렛의 일원으로 활동했다. 탈퇴 후 올라트엔터테인먼트 소속 걸 그룹 픽시의 멤버로 합류했다.

## 학력
- 동서울대학교 연기예술 실용음악과 실용음악전공(휴학)

## 방송
- 스타 오디션 위대한 탄생 2 (2011) - Top20(20위)